# 115 (nombre)
Pour les articles homonymes, voir 115 (homonymie).
Le nombre 115 (cent-quinze ou cent quinze) est l'entier naturel qui suit 114 et qui précède 116.

## En mathématiques
115 est :
- un nombre pyramidal heptagonal ;
- un nombre chanceux.

## Dans d'autres domaines
115 est :
- le numéro atomique du moscovium ;
- en France, le numéro d'appel d'urgence du SAMU social.